# Wladyslaw Fintschuk
Wladyslaw Fintschuk (ukrainisch Владислав Фінчук, englisch Vladyslav Finchuk; * 6. Dezember 1998) ist ein ukrainischer Leichtathlet, der im Sprint und im Mittelstreckenlauf an den Start geht.

## Sportliche Laufbahn
Erste internationale Erfahrungen sammelte Wladyslaw Fintschuk im Jahr 2021, als er bei den Balkan-Meisterschaften in Smederevo in 1:50,99 min den achten Platz im 800-Meter-Lauf belegte. 2025 wurde er bei der 1. Liga der Team-Europameisterschaft in Madrid in 1:48,40 min Sechster im B-Lauf über 800 Meter und belegte dann bei den Balkan-Meisterschaften in Volos in 1:47,45 min den fünften Platz. 
2025 wurde Fintschuk ukrainischer Meister im 800-Meter-Lauf sowie in der 4-mal-400-Meter-Staffel.

## Persönliche Bestzeiten
- 800 Meter: 1:47,45 min, 27. Juli 2025 in Volos
  - 800 Meter (Halle): 1:50,27 min, 21. Februar 2020 in Sumy